# 32 Comae Berenices
32 Comae Berenices är en röd jätte och misstänkt variabel (VAR) i stjärnbilden Berenikes hår.
32 Com har visuell magnitud +6,32 och varierar i amplitud med 0,011 magnituder och en period av 52,08333 dygn.